# Recepcijska estetika
Recepcijska estetika (nemško Rezeptionsästhetik) je metodološka smer, ki se je začela na nemški univerzi v Konstanzu konec 60. let. Govori o aktivni vlogi bralca v tvorbi literarnega pomena; z njo bralec postane soustvarjalec teksta. 

## Nastanek in razvoj pojma
Sam termin recepcija (latinsko receptio – sprejemanje) se je najprej uporabljal na področju prava, ko je v dobi renesanse označeval sprejemanje in uporabo rimskega civilnega in kazenskega prava v evropskih državah. Potem so izraz prenesli v humanistične vede, kjer je pomenil različne oblike sprejemanja in posnemanja antičnih vzorov. Raziskovanje sprejemanja in učinkovanja torej ni bila popolnoma nova metoda v književnosti. V 20. stoletju se literarna veda predvsem ukvarja z besedilom, vendar niti formalizem niti strukturalizem nista mogla zaobiti bralca. Prav tako tudi ne sociologija literature, ki pravi, da mora analiza dela nekega avtorja vključevati tudi razumevanje življenjskih procesov družbe. 
Odločilnejšega pomena za formiranje recepcijske estetike pa so hermenevtična izhodišča Hansa Georga Gadamerja, ki se v svojem delu Resnica in metoda (1960) sprašuje, ali je možno objektivno razumevanje umetnosti ali pa je vsako razumevanje pogojeno z zgodovinsko situacijo, v kateri se nahajamo. Za osrednje načelo postavi zgodovinskost razumevanja, saj interpret v svoje razumevanje dela vključuje tudi svoje vnaprejšnje sodbe, mnenja, predsodke, ki so del zgodovinske realnosti. Ker pa je delo dialog tudi z lastno zgodovino, mora biti interpret sposoben rekonstruirati vprašanja, na katera tekst odgovarja. Jauss je od Gadamerja prevzel princip zgodovinskega razumevanja, dialektično metodo vprašanja in odgovora ter horizont pričakovanja, ki je njegov temeljni pojem. 
Utemeljitelj pojma recepcijske estetike je nemški romanist Hans Robert Jauss, ki je leta 1967 tam nastopil s predavanjem Literarna zgodovina kot izziv literarne vede (Literaturgeschihte als Provokation der Literaturwissenschaft. Tu je v sedmih tezah podal naloge nove literarne zgodovine, ki bo predvsem zgodovina bralcev.
Drugi pomembni temelj tej novi paradigmi pa je postavil nemški anglist Wolfang Iser s predavanjem Pozivna struktura besedil. Nedoločenost kot pogoj učinkovanja literarne proze (Die appelstruktur der Texte. Unbestimmtheit als Wirkungsbedingung literarischer Prosa. Tu proces branja definira kot tisti ustvarjalni akt, v katerem bralec v dialoškem odnosu z besedilom tvori pomene. 
(Pezdirc Bartol 2010: 27-30)

## H. R. Jaussov program prenove literarne zgodovine

### Literarna zgodovina kot izziv literarne vede
Jaussovo nastopno predavanje izhaja iz zavesti o krizi literarne zgodovine. Izhod vidi v oživitvi in prenovi dveh usmeritev, ki ju najprej izpostavi temeljiti kritiki: (ruskega) formalizma in njegovih naslednikov in marksizma v literarni vedi. Njegov osnovni namen je oživiti najtehtnejše dosežke obeh tradicij in premostiti prepad med zgodovinskim in estetskim. To za literarno zgodovino pomeni izhajanje iz predpostavke, da je zgodovina literature dialog dela in občinstva. (Virk 2008: 217)
Če torej življenje književnega dela poteka v trikotniku avtor – delo – bralec, potem je nujno, da se tudi ta tretji, doslej zanemarjeni člen vključi v zgodovino književnosti. (Pezdirc Bartol 2010: 31)

### Naloge obnovljene literarne zgodovine predstavlja v sedmih tezah
1. Zgodovina književnosti je dialog literarnega dela in njegovih bralcev. Literarno delo ni spomenik, ki obstaja sam zase in vsem raziskovalcem nudi enako podobo, ampak je bolj podoben partituri (Bartol 2010:  30): 'izvedba' je vedno odvisna od 'izvajalca', v tem primeru bralca kot 'konkretizatorja'. Literarni zgodovinar je najprej bralec, šele potem znanstvenik. Njegovo razumevanje torej nikoli ne more biti 'objektivno', ampak je vnaprej določeno z izkušnjo zgodovinskega bralca, z njegovim horizontom pričakovanja. (Virk 2008: 218)
2. Analiza bralčevega izkustva mora sprejem in učinkovanje nekega dela opisovati v okviru preverljivega bralčevega horizonta pričakovanja. Ta se za vsako delo ob izidu oblikuje na podlagi njegovega predrazumevanja zvrsti, forme in tematike že poznanih del ter nasprotja med poetičnim in praktičnim jezikom. Ta primarni horizont pričakovanja določa estetsko izkustvo in usmerja recepcijo. (Virk 2008: 218)
3. Merilo za določanje umetniške narave nekega dela je v razliki med danim horizontom pričakovanja in delom, ki lahko, če je inovativno, spremeni horizont pričakovanja. Ta razlika je estetska distanca. Distanca med horizontom pričakovanja in spremembo horizonta je torej norma umetniške vrednosti (Virk 2008: 219). Tisto delo pa, ki od bralčeve zavesti ne zahteva spremembe proti horizontu še neznanega izkustva in zgolj izpolnjuje njegova pričakovanja, se približuje trivialni literaturi. (Pezdirc Bartol 2010: 32). Drugače je s 'klasičnimi' deli; ta namreč doživijo še eno spremembo horizonta, ko v času izgubijo svojo izzivalnost in postanejo klasična. (Virk 2008: 219)
4. S pomočjo rekonstrukcije primarnega horizonta pričakovanja lahko odkrijemo na katera vprašanja je odgovarjalo besedilo v času nastanka in kako je besedilo videl  in sprejel prvotni bralec. Hermenevtična razlika med nekdanjim in današnjim razumevanjem dela kaže na to, da smisel dela (čeprav klasičnega) ni objektiven, večno enak in neposredno dostopen interpretu. (Pezdirc Bartol 2010: 32)
5. Literarno delo je treba pojmovati kot dogodek v fenomenološkem pomenu. To pomeni, da se umešča v niz vedno novih recepcij in produkcij. Delo ni nekaj nepremakljivega, fiksiranega; temveč 'se dogaja'. (Virk 2008: 220)
6. Literarna zgodovina mora temeljiti na kombinaciji sinhronega in diahronega proučevanja. Diahronija je samoumevna predpostavka, saj je implicirana že v samem pojmu zgodovine; sinhron vidik pa naj odraža nek splošen referencialni sistem v literaturi določenega zgodovinskega trenutka. (Virk 2008: 220)
7. Poleg sinhrono-diahrone razsežnosti mora biti literarna zgodovina pozorna tudi na odnos do splošne zgodovine. S tem je povezana tudi družbena funkcija literature: literarno izkustvo prodira v bralčev horizont življenjske izkušnje, preoblikuje njegovo razumevanje sveta in s tem deluje povratno na njegovo družbeno obnašanje. (Virk 2008: 220)

Jaussov izziv litararni vedi je postal programski tekst recepcijske estetike, svoje temeljne predpostavke pa je v nadaljnih študijah prenesel na konkretna literarna besedila. Znana je na primer študija o Racinovi in Goethejevi Ifigeniji (Jauss 1998: 423-442), kjer preko izvorne interpretacije teksta ugotavlja, ali ima podoben smisel tudi v današnjem času. Lepa ilustracija bi bila npr. modifikacija Evripidove tragedije kot rezultat spremembe horizonta pričakovanja v Racinovem in Goethejevem času. Zaključi, da ima mit presenetljivo moč, saj pradavna rešitev vsakemu obdobju človeštva zastavlja nova vprašanja. (Pezdirc Bartol 2010: 33)

### Jauss o parcialnosti svoje metode
Jauss je v nadaljnem delu močno modificiral svoje zgodnje teze in že leta 1972 odstranil horizont pričakovanja iz centra svoje estetike. V Dodatku k teoretski razpravi (1973) o Ifigeniji sam priznava parcialnost recepcijske metode (Bartol 2010: 33): »Recepcijska metoda ni avtonomna disciplina, ki bi edina zadoščala za rešitev svojih problemov, temveč parcialna, v svoje lastno delovanje usmerjena in zato metodična refleksija, ki jo je moč dograjevati in je naravnana na sodelovanje.« (Jauss 1998: 442) S tem prvi jasno zapiše, da je za raziskovanje književnega dela potreben pluralizem metod. V delu Estetsko izkustvo in literarna hermenevtika (1982) premakne svoje zanimanje v smer splošne estetike; središčni pojem mu sedaj predstavlja estetsko izkustvo. (Bartol 2010: 33) Jauss tudi večkrat poudarja, da se njegova recepcijska estetika bistveno dopolnjuje z učinkovno estetiko Wolfganga Iserja, ki sicer izhaja iz podobnih recepcijskoestetskih predpostavk, a večjo pozornost posveča tistim momentom v besedilu, ki so odločilni za njegovo delovanje. (Virk 2008: 222)

### Poznejše kritike metode recepcijske estetike
Jaussov model zgodovine književnosti je doživel največ kritike na račun dokazljivosti primarnega horizonta pričakovanja. Že sodelavec Karl Robert Mandelkow se je spraševal, kako je mogoče rekonstruirati primarni horizont pričakovanja za bralca iz preteklosti, ko pa je ta že na sinhroni ravni težko določljiv (Maricki 1978: 20). Prav tako je vprašljivo, kako lahko merimo stopnjo učinka dela na primarni horizont, kaj šele vrednost spremembe horizonta, ki je vsekakor pomanjkljiv in nezadosten kriterij za določitev umetniške vrednosti besedila (Holub 1984: 62). Susan Suleiman tudi opozarja tudi na pomanjkljivost Jaussove predstave o publiki in njenih pričakovanjih. Zanj je vsa publika enotna glede na pričakovanja, kar pa ni res. Upoštevati bi morali njeno raznolikost in s tem tudi različnost horizontov pričakovanja, ki sobivajo v družbi v istem času (Suleiman 1980: 37).

## Wolfgang Iser – drugi osrednji teoretik konstanške šole
Njegova najbolj znana dela so nastopno konstanško predavanje Pozivna struktura besedil. Nedoločenost kot pogoj učinkovanja literarne proze (Die Appelstruktur der Texte. Unbestimmtheit als Wirkungsbedingung literarischer Prosa, obj. 1970) ter knjigi Implicitni bralec (Der implizite Leser, 1970) in Bralno dejanje: Teorija estetskega učinka (Der Akt des Lesens. Theorie ästhetischer Wirkung, 1976).
Iserjevo zanimanje se predvsem osredotoča na vprašanje, v kakšnih okoliščinah besedilo za bralca nekaj pomeni in kaj pomeni zanj. Izhaja predvsem iz literarne fenomenologije Romana Ingardna, le da poudarek od samega besedila prenese na akt branja oziroma na besedilo kot potencial. Za Iserja pomen literarnega dela ni skrito sporočilo, ki ga je treba najti, temveč izkušen učinek interakcije med bralcem in besedilom. Zanima ga torej, kaj se mora zgoditi, da neko besedilo na bralca učinkuje na posebni način. Zato je Iserjeva pozornost usmerjena na področje estetskega učinka s predpostavko, da estetsko besedilo učinkuje šele tako, da je brano. V tem kontekstu je razumljeno kot učinkovni potencial, ki se v interakciji teksta in bralca razvije v procesu branja. Šele bralec ta potencial pravzaprav udejanji, zato Iser natanko analizira oboje: bralca in besedilo. Pri bralcu analizira čustvene procese, pri besedilu pa jezikovni sestav, nato pa skuša v besedilu odkriti tisto strukturo, ki proizvaja pomen. (Virk 2008: 223) 
Za proces prilagajanja besedila izkustvu posameznega bralca pa je po Iserju bistvena funkcija praznih mest v njegovi strukturi. Dejstvo, da isto besedilo ob ponovnem branju naredi različen vtis, je posledica različne realizacije praznih mest. Ta omogočajo prilagajanje in so tako elementarni predpogoj za sodelovanje bralca. V njih se kaže pozivna struktura teksta, saj svoje namere nikoli ne formulirajo do konca. Realizirajo se v bralčevi domišljiji in s tem omogočajo, da postane izkustvo teksta individualno. Z branjem ta ne dobi zgolj izkustva o tekstu, marveč tudi o sebi: z branjem lahko zapusti svoj svet, lahko doživi katastrofe, a pri tem ne bo vpleten v posledice, v čemer se kaže neposledičnost fikcijskih tekstov (oziroma tekstov katerih cilj ni zgolj posredovanje resnice). To interakcijo med delom in bralcem Iser opisuje s pojmom implicitni bralec. Izraz označuje aktivno udeležbo bralca v bralnem procesu, a izraz ne pripada ne tekstu ne bralcu, temveč obema, saj vključuje predstrukturo teksta in bralčevo aktualizacijo možnega pomena.
Proces branja je torej dvosmeren: s strategijami branja mi spreminjamo tekst, hkrati pa tekst spreminja nas, saj se ob branju srečujemo s tujo izkušnjo. Branje učinkuje na naše samozavedanje, saj tuja izkušnja postane del naše doslej nepoznane zavesti. Tako na koncu Iser podobno kot Jauss verjame, da proces branja doprinese k širitvi bralčevega spoznevnega horizonta. 
(Pezdirc Bartol 2010: 34-37)

## Jaussova metoda v današnji literarni zgodovini
Recepcijska estetika je svoj največji vzpon v literarni vedi doživela v sedemdesetih letih in v začetku osemdesetih let, danes pa se nadaljuje v t. i. empirični literarni vedi, zlasti v konkretnih empiričnih analizah branja (npr. David Miall). Najpomembnejši je seveda tisti segment vpliva, ki je najbolj trajne narave, saj je postal samoumeven del našega pogleda na literaturo, njeno zgodovino in vedo o njej. Sem sodi predvsem spoznanje o tem, da je vsakršno spoznavanje literature zgodovinsko, ne nazadnje pa tudi teza o komunikativni zmožnosti literature, ki sodeluje pri oblikovanju našega življenjskega sveta in nam posreduje izkustvo o tistih življenjskih svetovih, ki so nam zaradi svoje (časovne ali kulturne) oddaljenosti drugače nedostopni. 
S tem zadnjim se literarnovedna misel Hansa Roberta Jaussa dotika vprašanja, ki je danes ne le skrajno aktualno, ampak utegne v ne tako oddaljeni prihodnosti postati celo ena osrednjih nalog literarne vede. (Jauss 1998: 538)